# Festival international du film d'animation
Mezinárodní festival animovaného filmu (Festival international du film d'animation (FIFA) v Annecy je nejvýznamnější světový filmový festival věnovaný výhradně animovaným filmům.

## Historie
Festival je pořádán ve francouzském Annecy od roku 1960. Zpočátku byl pojmenován jako Mezinárodní dny animovaného filmu (Journées internationales du cinéma d'animation) a byl pořádán každý druhý rok. Od roku 1997 probíhá každoročně. Od roku 1985 doprovází festival Mezinárodní trh animovaného filmu (Marché international du film d'animation, MIFA).
Festival, dětské dny animace a trh organizuje Mezinárodní centrum animovaného filmu (Centre international du cinéma d'animation /CICA/), které vzniklo v roce 1984 z organizace JICA. Provozuje mimo jiné dokumentační centrum (Centre de documentation) a on-line databází L'Animaquid. Dále zprostředkovává a podporuje profesionální výměny, provozuje on-line burzu pracovních příležitostí (Carrefour de la création et de l'emploi). Vydává publikace a dokumentace o animovaném filmu.
V roce 1962 CICA také podporovala založení Mezinárodní asociace animovaného filmu (L'Association internationale du film d’animation (ASIFA).

## Československá účast
Za totality byla účast na tomto festivalu v rámci spolupráce s kanadským National Film Board of Canada a Československým státním filmem pro tvůrce československé animace jedním ze vzácných „oken“ do světa. Styk s producenty a distributory a aktivní účast na trhu MIFA a v dalších organizacích byly na československé straně vyhrazeny státním úředníkům. Účast českých tvůrců v době totality byla vždy vysoká, stejně jako dnešní tvůrci animovaných filmů získávají stále větší oblibu u mezinárodního publika. V roce 2024 zde budou uvedeny rovnou čtyři snímky.

## Ceny českým tvůrcům
- 2023 – cena Conterchamps: Filip Pošivač za Tonda, Slávka a kouzelné světlo (80minutová loutková animace, nutprodukcia Bratislava, nutprodukce Praha)
- 2000 – cena FIPRESCI: Pavel Koutský za MédiaMédia – 5minutová animace objektů, Studio Bratři v triku (Krátký film a. s. Praha)
- 1999 – cena dětské poroty v kategorii TV filmů: Aurel Klimt za O kouzelném zvonu – 15minutová loutková animace, Krátký film a. s. Praha
- 1995 – zvláštní (jednomyslná) cena dvou porot: Michaela Pavlátová za Repete – 9minutová kreslená animace (tužka na papíře), KF a. s. / Studio Bratři v triku / Krátký film a.s. Praha

## Ceny československým tvůrcům
- 1983 – Velká cena a cena mezinárodní kritiky
Jan Švankmajer za Možnosti dialogu – 12minutová animace objektů, Krátký film s.p. Praha
- 1971 – uznání poroty
Václav Mergl za LaokoonLaokoon – 12minutová animace, Krátký film s. p. Praha
- 1971 – zvláštní cena poroty
Václav Bedřich za Nedokončený víkend – 11minutová animace, Krátký film s. p. Praha
- 1965 – cena mezinárodní kritiky
Vladimír Lehký za Ptáci koháci – 11minutová kreslená animace, Krátký film s. p. Praha / Studio Bratři v triku, scénář a animace Jiří Toman
- 1965 – cena za film pro mládež
Pavel Procházka za Popletená planeta – 17,5minutová loutková animace
- 1965 – zvláštní cena poroty
Jiří Trnka za film Ruka (film) – 18minutová loutková animace, Krátký film s. p. Praha
- 1963 – Velká cena
Jiří Brdečka za Špatně namalovaná slepice – 12minutová kreslená animace, Krátký film s.p. Praha
- 1962 – zvláštní uznání
Vladimír Lehký za Parazit – 8minutová kreslená animace
- 1960 – Velká cena
Břetislav Pojar za Lev a písnička – 16,5minutová loutková animace, Krátký film s. p. Praha